# Ville Salmikivi
Ville Salmikivi (* 20. Mai 1992 in Helsinki) ist ein finnischer ehemaliger Fußballspieler.

## Karriere
Salmikivi begann seine Profikarriere bei PK-35 Vantaa. Sein Debüt in der Ykkönen gab er im Oktober 2010, als er am 24. Spieltag der Saison 2010 gegen den Rovaniemi PS in der 73. Minute eingewechselt wurde. Zur Saison 2011 wechselte Salmikivi zum Ligakonkurrenten FC Viikingit. In jener Saison erzielte er in 23 Spielen 20 Tore und wurde somit Torschützenkönig der zweiten finnischen Liga. In der folgenden Saison traf er nur noch sieben Mal in 26 Partien. Zur Saison 2013 schloss Salmikivi sich dem Erstligisten Myllykosken Pallo -47 an. Sein Debüt in der Veikkausliiga gab er im April 2013, als er am ersten Spieltag jener Saison gegen den Kuopion PS in der 86. Minute ins Spiel gebracht wurde. Nach 28 Ligaspielen für MyPa, in denen er sechs Tore erzielen konnte, wechselte er nach dem Zwangsabstieg des Klubs zur Saison 2015 zum Erstligisten Helsingfors IFK. Nach 49 Partien in der Veikkausliiga für Helsingfors, in denen er zwölf Mal einnetzen konnte, verließ Salmikivi den Verein nach der Saison 2016 wieder. Im Februar 2017 wechselte er bis zum Saisonende nach Bulgarien zu Beroe Stara Sagora. Anschließend spielte er für die polnischen Vereine Olimpia Grudziądz und GKS 1962 Jastrzębie. Dann ging er zurück in seine Heimat zum FC Lahti und seit 2020 steht Salmikivi erneut bei PK-35 Vantaa unter Vertrag.